# Christoph Leopold von Schaffgotsch

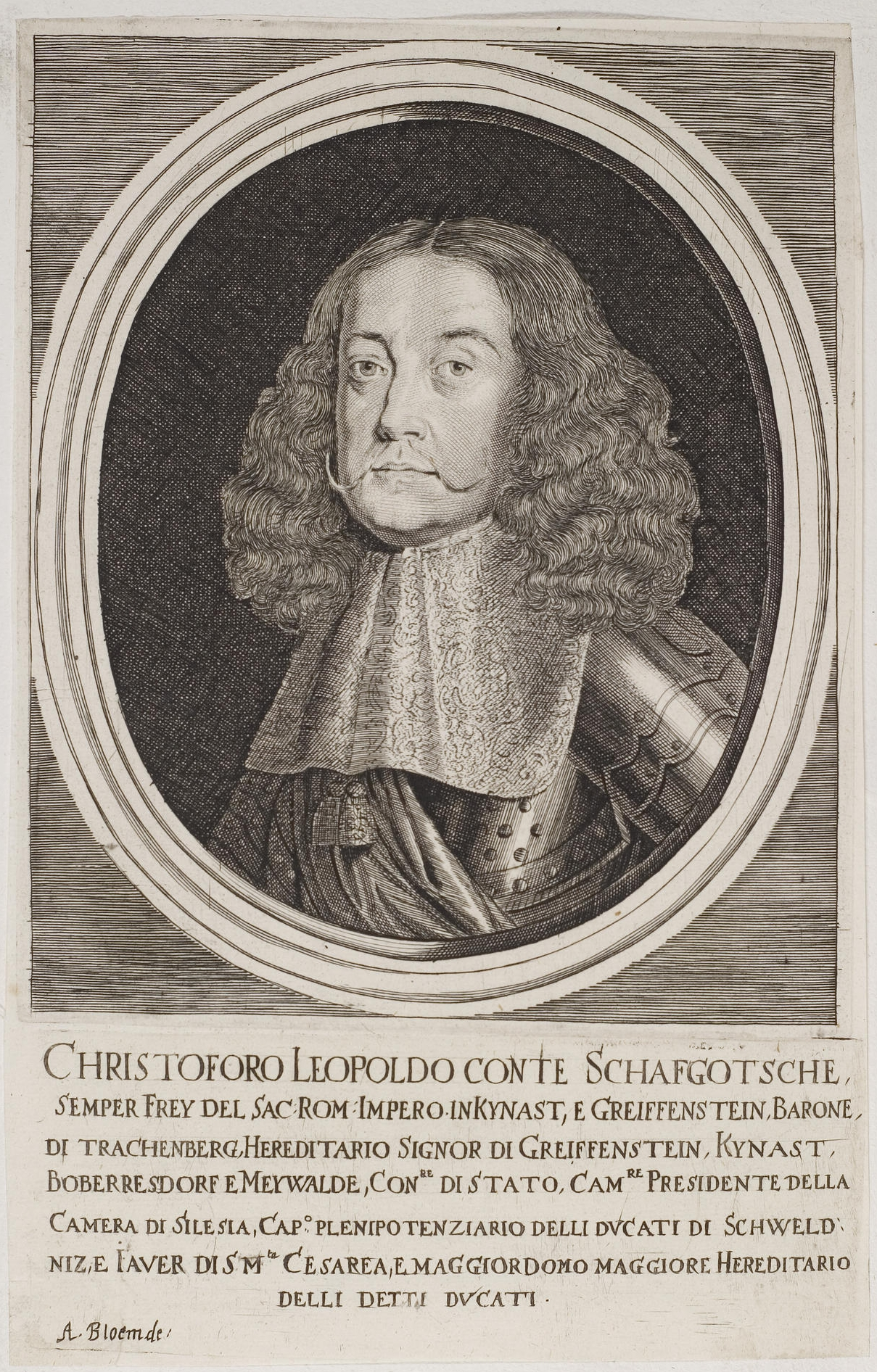
Porträt des Christoph Leopold von Schaffgotsch (Arolsen Klebeband 02 496)

Christoph Leopold Graf von Schaffgotsch, bis 1674 Freiherr von Schaffgotsch, vollständig Schaffgotsch(e) von und zu Kynast und Greiffenstein, Trachenberg, genannt Semperfrei (* 8. April 1623 in Trachenberg; † 30. Juni 1703 in Breslau) war Präsident der Schlesischen Kammer, Landeshauptmann des Fürstentums Schweidnitz-Jauer und Oberlandeshauptmann von Schlesien.

## Leben
Christoph Leopold entstammte dem gleichnamigen Adelsgeschlecht und war der Sohn des Generals Hans Ulrich von Schaffgotsch. Seine Mutter starb bereits 1631, sein Vater wurde 1635 in Regensburg hingerichtet. Als Vollwaise konvertierte er zur Römisch-katholischen Kirche. In Olmütz durchlief er die Bildungseinrichtungen der Jesuiten. Anschließend nahm er ein Studium der Rechtswissenschaft an der katholischen Universität Ingolstadt auf. Noch während des Studiums erhielt er am 5. August 1641 die bei der Verhaftung seines Vaters eingezogene Herrschaft Greiffenstein zurück. Nachdem er das Studium in Ingolstadt abgeschlossen hatte, wurde er Offizier bei der kaiserlichen Armee.
Als Hauptmann fiel er durch seinen Kampfeswillen und sein Durchhaltevermögen auf. Er verdiente sich damit die Anerkennung des Kaisers. So wollte er 1647 als einziger kaiserlicher Hauptmann bei Eger die Kapitulation gegenüber dem Königreich Schweden nicht unterschreiben. Kaiser Ferdinand III. ernannte ihn daraufhin 1649 zum Oberamtsrat im Herzogtum Schlesien. Er wurde am 9. November 1649 durch seinen Onkel, Herzog Georg Rudolf von Liegnitz und Wohlau, den Oberlandeshauptmann von Schlesien, in sein Amt eingeführt. Im Jahr darauf bekam er vom Kaiser auch die Herrschaft Kynast zurück. Darüber hinaus erhielt er weitere verlorengegangene Ämter zurück. 1651 übertrug ihm der Kaiser dann wieder das von seiner Familie lange Zeiten innegehabte Erbhofmeister- und Erbhofrichteramt im Fürstentum Schweidnitz-Jauer. 
Schaffgotsch konnte sich als Staatsmann etablieren und erhielt ab den 1660er Jahren eine Vielzahl an Ämtern und Aufgaben. Am 27. Februar 1661 wurde er durch den Kaiser zum Geheimen Rat ernannt. 1662 erhielt er das ungarische Indigenat und Baronat. 1665 wurde er zum Präsidenten der Schlesischen Kammer ernannt, außerdem wurde ihm im selben Jahr die Stellung als Landeshauptmann des Fürstentums Schweidnitz-Jauer übertragen. Zwei Jahre darauf war er als Gesandter des Kaisers beim König von Polen aktiv. In derselben Funktion wurde er noch drei weitere Male nach Polen ausgesendet, nämlich 1668, 1670 und 1674; im Jahr 1683 wurde er dann dem König von Polen als kaiserlicher Bevollmächtigter entgegengeschickt. 1672 schließlich erhielt er das Amt des Oberlandeshauptmanns von Schlesien. 1674 erfolgte die Nobilitierung in den erblichen Grafenstand.
Christoph Leopold von Schaffgotsch war verheiratet mit der Protestantin Agnes Freiin von Rackwitz (1634–1693), die ihrem lutherischen Glauben treu geblieben ist. Im Jahr 1675 wurde sein Sohn, Johann Anton Gotthard (1675–1742) geboren, der später Landeshauptmann der Fürstentümer Schweidnitz und Jauer, Reichsgraf und Oberamtsdirektor von Schlesien in Breslau wurde sowie den Vertrag von Altranstädt als kaiserlicher Kommissar mit umsetzte.
Nachdem 1675 sein Verwandter Georg Wilhelm Herzog von Liegnitz, Brieg und Wohlau verstorben war, fielen dessen Herzogtümer als erledigte Lehen an die Krone Böhmen. Schaffgotsch bekam daraufhin  am 30. August 1676 vom Kaiser die Leitung der Fürstentümer Liegnitz, Brieg und Wohlau zugesprochen. Er vertrat den Kaiser außerdem bei diversen weiteren Anlässen wie zum Beispiel bei Bischofswahlen. 1694 bekam er für seine vielfältigen Verdienste vom Kaiser persönlich den Orden vom Goldenen Vlies verliehen. 
Auch zur Kirche unterhielt Schaffgotsch gute Beziehungen. So wurde er von Papst Innozenz XI. hochgeschätzt. Außerdem verfügte er über gute Beziehungen ins Kardinalskollegium und unterhielt unter anderem rege Briefwechsel mit den Kardinälen Spada, Barberini und Santa-Croce.